# Dimitri Ladischensky
 Dimitri Ladischensky (* 1972 in Hamburg) ist ein dänischer Journalist und Autor.

## Leben
Ladischensky studierte Germanistik, Geschichte und Volkswirtschaftslehre in Freiburg, Kopenhagen und Berlin mit dem Abschluss als M.A. Von 1998 bis 2000 absolvierte er die Deutsche Journalistenschule in München. Von 200 bis 2001 arbeitete er als Autor für GEO Saison. Seit 2001 ist er Redakteur bei der Zeitschrift mare und betreut das Ressort Leben/Politik. Für seine Reportage Das Dilemma des Commandante über einen Küstenwächter auf der Insel Lampedusa, erschienen in mare-Heft 49, wurde Ladischensky mehrfach ausgezeichnet. Schüler am Gymnasium Paulinum und weiterer Schulen in Nordrhein-Westfalen unter der Leitung von Barbara Kemmler vom Cactus Junges Theater setzten sie 2011 zur Theater-Musik-Collage mit dem Titel „Third Class Titanic“ um. Für die Reportage Elender Staub über politische und ökologische Probleme in Usbekistan, 2004 in mare veröffentlicht, erhielt er die CNN-Auszeichnung „Journalist of the Year 2005“.
Seit 2025 Co-Chefredakteuer von mare.

## Auszeichnungen
- 2005 Hansel-Mieth-Preis für Das Dilemma des Commandante[7]
- 2005 CNN Journalist of the Year und CNN Journalist Award, Kategorie Print für Elender Staub[8]
- 2006 CNN Journalist Award, Kategorie Print, für Das Dilemma des Commandante[9]
- 2006 Axel-Springer-Preis, Kategorie Print, für Das Dilemma des Commandante[10]
- 2011 Auszeichnung „Prädikat WERTvoll“ des Katholischen Medienpreises im Bereich Printmedien für Der Bittgang, in mare, Heft April/Mai 2011, verliehen von der Deutschen Bischofskonferenz[11][12]
- 2015 Wilhelm und Ingeborg Roloff-Preis (1. Preis) der Deutschen Lungenstiftung für die Reportage Emmi und Soschka über zwei an Mukoviszidose erkrankte Schwestern, veröffentlicht in mare, Heft August/September 2014.[13]

## Veröffentlichungen
- Nordmeer. mare, Hamburg 2006, ISBN 978-3-936543-96-4